# Therese Brandl

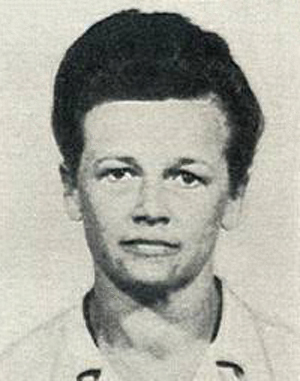
Therese Brandl

Therese Brandl (* 1. Februar 1909 in Staudach; † 24. Januar 1948 in Krakau) war eine deutsche KZ-Aufseherin im nationalsozialistischen Deutschen Reich. Sie gehörte zum SS-Gefolge.

## Biografie
Therese Brandl war von Beruf Kellnerin. Seit 1934 Mitglied der Deutschen Arbeitsfront (DAF), trat sie ihren Dienst im September 1940 im KZ Ravensbrück an. Ausgebildet wurde sie von der KZ-Oberaufseherin Maria Mandl. Bald wurde Brandl zur Rapportaufseherin (oder Rapportführerin) ernannt. Ihre Hauptaufgabe war, die Frauen beim Rapport zu zählen und Bestrafungen vorzunehmen.
Am 31. März 1941 beantragte sie die Aufnahme in die NSDAP und wurde zum 1. April desselben Jahres aufgenommen (Mitgliedsnummer 8.920.950). Im März 1942 wurde Brandl dem KZ Auschwitz I (Stammlager) zugeteilt. Sie beaufsichtigte dort die Frauen in der Kleidungskammer und war wiederum Rapportführerin. Im Oktober 1942 wurde sie zum neu eingerichteten KZ Auschwitz-Birkenau versetzt. Im selben Monat kam Maria Mandl als neue Oberaufseherin aus Ravensbrück hinzu, die vorige KZ-Oberaufseherin Johanna Langefeld wurde im Gegenzug nach Ravensbrück versetzt.
In Auschwitz wurde Brandl bald Erstaufseherin, neben Margot Drechsel und Irma Grese. Im Sommer 1943 wurde sie für ihre „gute Führung“ mit der Kriegsverdienstmedaille ausgezeichnet. Beim Näherrücken der Roten Armee im November 1944 wurde sie – zusammen mit Mandl – in das Waldlager V/VI des KZ-Außenlagerkomplexes Mühldorf des KZ Dachau im Wald südlich von Ampfing versetzt und zur Aufseherin degradiert. Über den Grund bzw. ihr Verhalten in diesem Lager ist wenig bekannt geworden.
Am 27. April 1945 schließlich, 5 Tage vor der Ankunft der US-Armee, floh Brandl. Am 29. August 1945 wurde sie von den amerikanischen Truppen in Bergen festgenommen und in ein Internierungslager zur Vernehmung verbracht.
Im November 1947 wurde sie zusammen mit Alice Orlowski, Luise Danz, Maria Mandl und Hildegard Lächert vor dem polnischen Obersten Nationalgerichtshof in Krakau im Rahmen der dortigen zweiten Auschwitz-Prozesse angeklagt. Untergebracht war sie in dieser Zeit im Gefängnis Montelupich, in einer Zelle mit Maria Mandl. Direkt neben dieser war die Zelle einer ehemaligen Insassin des KZ Auschwitz-Birkenau, Stanisława Rachwałowa, die dort wegen Nachkriegsaktivitäten inhaftiert war. Die beiden Täterinnen und das einstige Opfer mussten sich einen gemeinsamen Waschraum teilen.
Brandl wurde am 22. Dezember 1947 für schuldig befunden, Selektionen für die Gaskammer ausgeführt zu haben, und am 24. Januar 1948 gehängt (zusammen mit Maria Mandl und 19 Männern). Ihr Leichnam wurde dem Anatomischen Institut der Universität Krakau als Studienmaterial zur Verfügung gestellt.